# Militärtjänsteman
Militärtjänsteman är en personalkategori som förekommer eller har förekommit i olika länders försvarsmakter. De skiljs från civilanställda då de är uniformerade och ofta har en tjänsteställningssystem motsvarande de militära graderna, dock utan att inneha fullständig militär befälsrätt.

## Finland
Militärtjänstemän är i Finland reservunderofficerare och till manskapet hörande som utnämns till befälsuppgifter samt personer som tjänstgör i internationella uppgifter vilka förlänats militärtjänstemans tjänstgöringsgrad. 
| Tjänstgöringsgrad              | Jämställd grad  | Utbildning                                    |
| ------------------------------ | --------------- | --------------------------------------------- |
| Militärtjänsteman av 1 klassen | Översergeant    | Reservunderofficers- eller manskapsutbildning |
| Militärtjänsteman av 2 klassen | Löjtnant        | Annat än högre högskoleexamen                 |
| Militärtjänsteman av 3 klassen | Premiärlöjtnant | Högre högskoleexamen                          |

Källor: 

## Slovenien
I Sloveniens försvarsmakt finns det en personalkategori militärtjänstemän. Yngre försvarstjänstemän motsvarar underofficerare, äldre officerare.
| NATO-kod | Tjänsteklass för försvarstjänstemän | Motsvarande militära grader i Slovenien (Sverige) |
| -------- | ----------------------------------- | ------------------------------------------------- |
| OR-1     | I. razred                           | vojak (menig)                                     |
| OR-2     | I. razred                           | vojak (menig)                                     |
| OR-5     | III. razred                         | vodnik (sergeant)                                 |
| OR-6     | IV. razred                          | višji vodnik (förste sergeant)                    |
| OR-7     | V. razred                           | štabni vodnik (fanjunkare)                        |
| OR-8     | VI. razred                          | višji štabni vodnik (förvaltare)                  |
| OR-8     | VII. razred                         | praporščak (förvaltare)                           |
| OR-9     | VIII. razred                        | višji praporščak (regementsförvaltare)            |
| OF-1     | IX. razred                          | poročnik (fänrik)                                 |
| OF-1     | X. razred                           | nadporočnik (löjtnant)                            |
| OF-2     | XI. razred                          | stotnik (kapten)                                  |
| OF-3     | XII. razred                         | major (major)                                     |
| OF-4     | XII. razred                         | podpolkovnik (överstelöjtnant)                    |
| OF-5     | XIV. razred                         | polkovnik (överste)                               |
| OF-6     | XV. razred                          | brigadir (brigadgeneral)                          |